# Sogno di una notte di mezza estate (European Tour 2011)
Sogno di una notte di mezza estate (European Tour 2011) è un singolo di Roberto Tardito, pubblicato nel 2011.

## Il singolo
Il singolo contiene una versione live del brano originariamente contenuto nell'album Controvento del 2007, registrata a Colonia durante il tour europeo del 2011.

## Tracce
1. Sogno di una notte di mezza estate – 4:29 (Roberto Tardito)

## Formazione
- Roberto Tardito – voce, chitarra acustica, armonica a bocca, bodhrán, percussioni, loop station